# Cesare Borgognoni
Cesare Borgognoni (Mirandola, ... – 1558) è stato un vescovo cattolico italiano.

## Biografia
Cesare Borgognoni (in francese César des Bourguignons), secondo la francesizzazione del suo nome latino de Bourguognibus, fu un prelato italiano nominato vescovo di Limoges nel 1547. Partecipò al Concilio di Trento dal mese di aprile 1547 a settembre 1549, dove i suoi interventi furono considerati vicino alle idee della Riforma.
Non lasciò mai l'Italia e fece amministrare la sua diocesi da un vicario generale, che fece stampare a suo nome il Breviario di Limoges. Nel 1558 decise di rassegnare le dimissioni dalla sede episcopale a favore di Luigi Pico della Mirandola, forse suo parente. Quest'ultimo non ottenne, per ragioni sconosciute, l'accordo della Santa Sede per questa transazione e il vescovado di Limoges venne attribuito a Sébastien de L'Aubespine.